# Olszanka (rejon lgowski)
Olszanka (ros. Ольшанка) – wieś (ros. село, trb. sieło) w zachodniej Rosji, w sielsowiecie iwanczikowskim rejonu lgowskiego w obwodzie kurskim.

## Geografia
Miejscowość położona jest nad Olszanką (lewy dopływ rzeki Prutiszcze w dorzeczu Sejmu), 6 km od centrum administracyjnego sielsowietu (Iwanczikowo), 16 km na północny wschód od centrum administracyjnego rejonu (Lgow), 53 km na północny zachód od Kurska, 17 km od drogi regionalnego znaczenia 38K-017 (Kursk – Lgow – Rylsk – granica z Ukrainą) – część trasy europejskiej E38.
We wsi znajdują się ulice: Lenina, Mołodiożnaja i Promyszlennaja (209 posesji).
Klimat
Miejscowość, jak i cały rejon, znajduje się w strefie klimatu kontynentalnego z łagodnym ciepłym latem i równomiernie rozłożonymi opadami rocznymi (Dfb w klasyfikacji klimatów Köppena).

## Demografia
W 2010 r. wieś zamieszkiwało 456 osób.